# Kijevac (gmina Babušnica)
Kijevac (cyr. Кијевац) – wieś w Serbii, w okręgu pirockim, w gminie Babušnica. W 2011 roku liczyła 31 mieszkańców.